# Église Saint-Laurent de Vantaa
L'église Saint-Laurent à Vantaa ou église de la paroisse d’Helsinki (en finnois : Vantaan Pyhän Laurin kirkko ou Helsingin pitäjän kirkko)
est une église médiévale située dans le quartier Helsingin pitäjän kirkonkylä à Vantaa en Finlande.
C'est l'église centrale de Vantaa et la plus ancienne église du grand Helsinki. L'église fait partie de la paroisse rurale d'Helsinki qui est l'un des milieux villageois les mieux conservés du Sud de la Finlande.

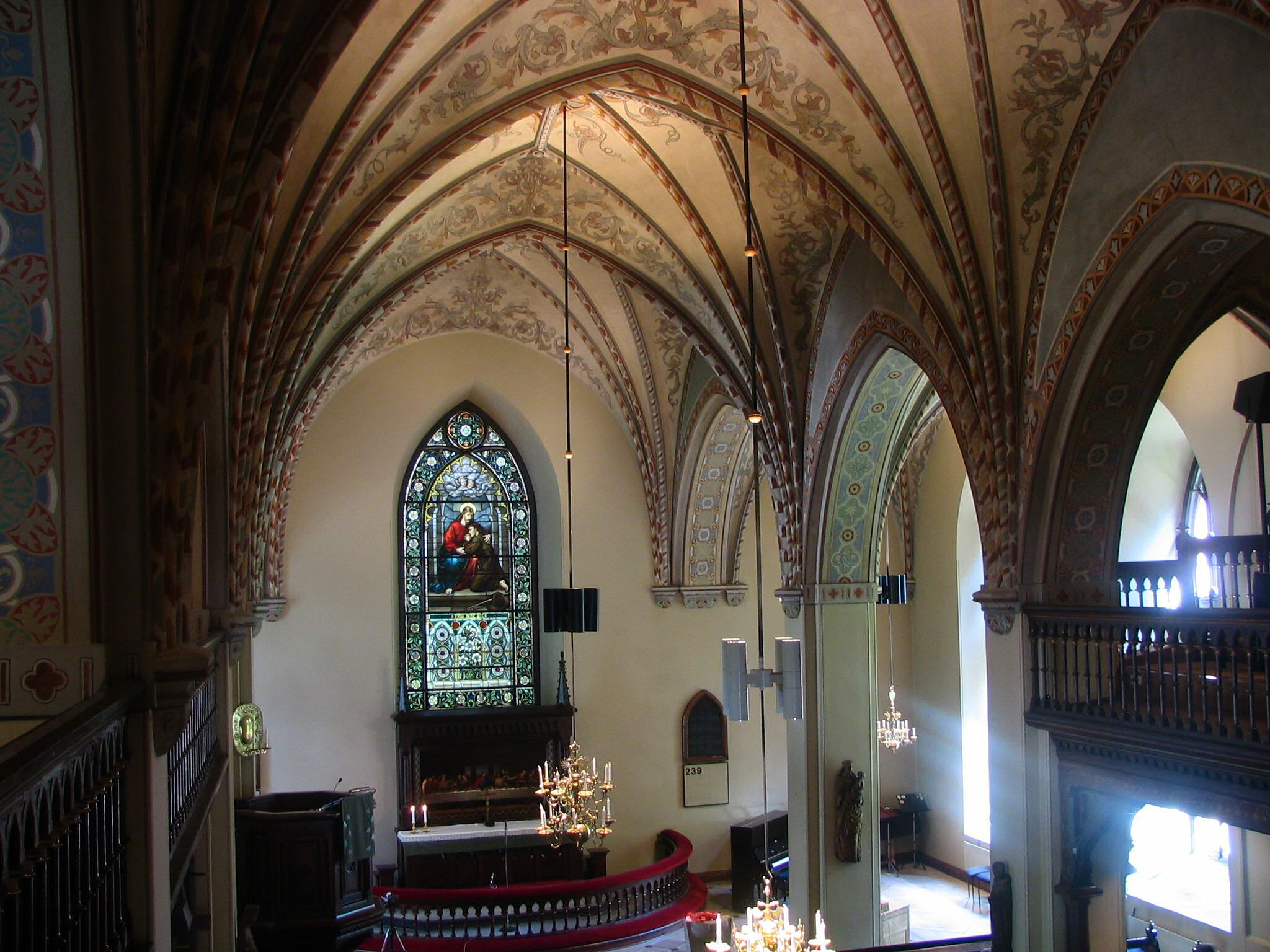
L'intérieur de l’église.

## Histoire

### Fondation de la paroisse rurale

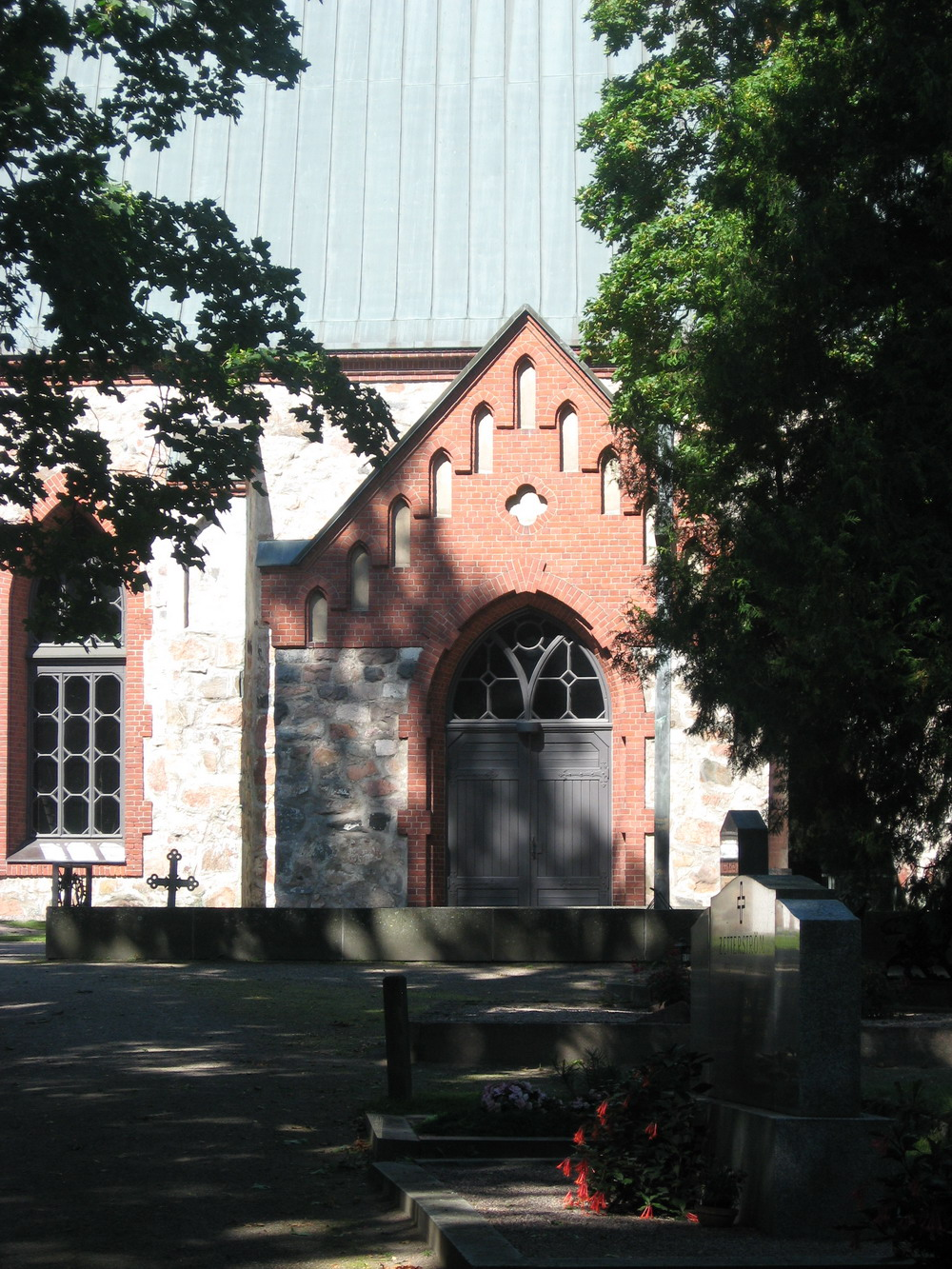
Vue partielle de la face sud.

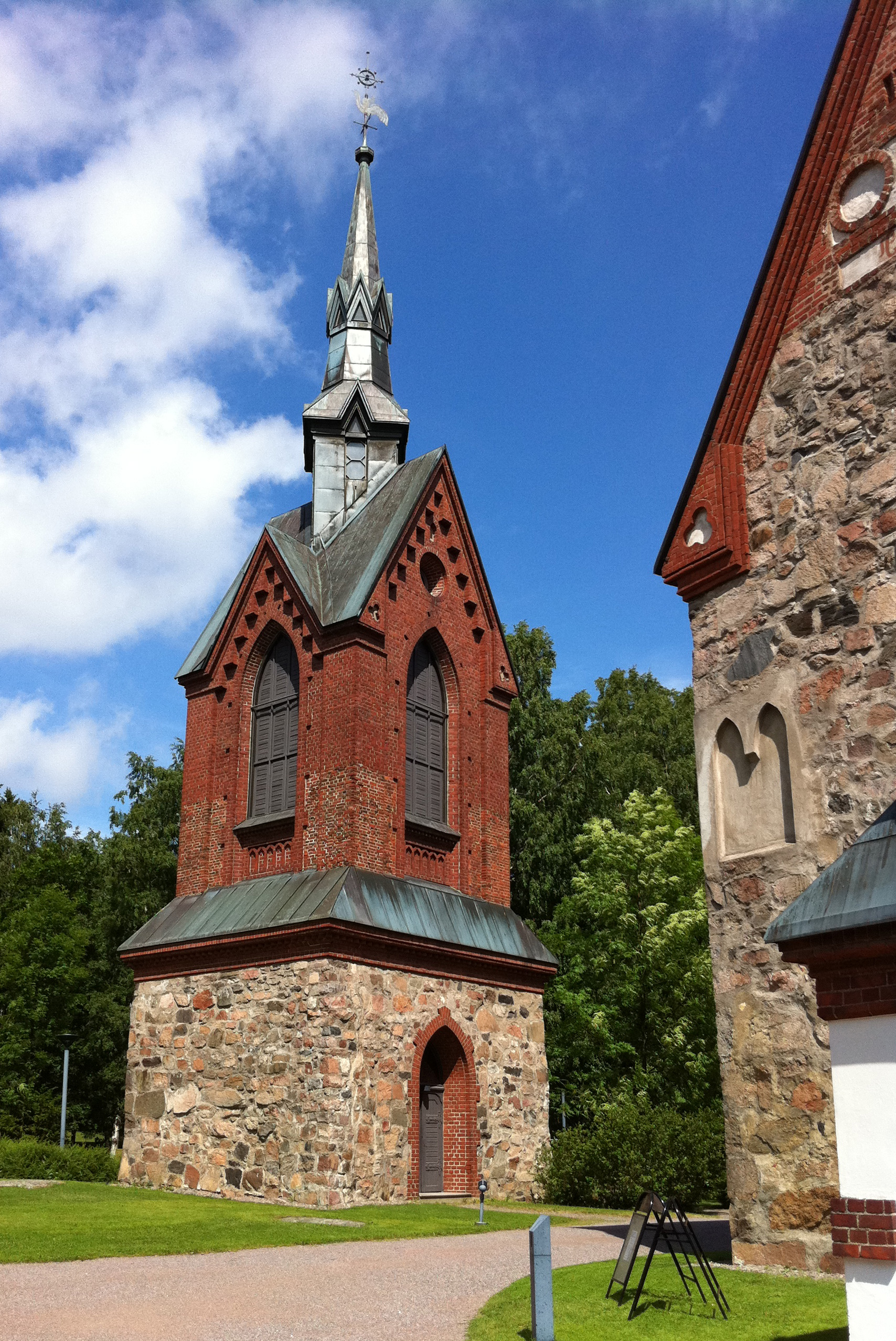
Le clocher.

La paroisse du village d’Helsinki est fondée au plus tard à la fin du XIVe siècle,.
Le centre de la paroisse est alors le village d’Helsinki qui est situé à un endroit favorable en ce qui concerne la circulation au confluent du fleuve Vantaanjoki  et de la rivière Keravanjoki, le long de la route royale.
La première référence écrite de l'église en bois du village date de 1401.
L'église est dédiée à Laurent de Rome, mort en martyr à Rome en 252,.

### La première église en pierre
L'année de construction de l’actuelle église en pierre fait l'objet de différentes versions. On a longtemps pensé qu'elle avait été construite dans les années 1490.
Le plus ancien document concernant l'église est le legs à l'église fait par Gregers Matinpoika et il est daté de 1494.
C'est sur cette base que l'on a fêté le 500e anniversaire de l'église en 1994.
Dans les travaux préparatoires de sa thèse, le chercheur Markus Hiekkanen a  estimé que la construction de l'église a eu lieu un demi-siècle plus tard donc au milieu du XVe siècle.
Il se base sur les recherches dendrochronologiques concernant les autres églises construites par le maître de Pernå,.
Auparavant on pensait que l’évêque Maunu III Särkilahti avait baptisé l'église, mais selon la chronologie de Hiekkanen l'inauguration a été faite par son prédécesseur Konrad Bitz
.
L'église est conçue par le maître de Pernå, qui a conçu les autres églises en pierres de la région de l'Uusimaa de l'Est. L'église Saint-Laurent est au service de l'ancienne paroisse d'Helsinki, qui recouvre au Moyen Âge les territoires actuels des communes d'Helsinki et de Vantaa  ainsi que des parties de Tuusula, Nurmijärvi et d'Espoo.
Les parties méridionales de la paroisse sont de langue suédoise et les parties septentrionales de langue finnoise.
Le pouvoir de l'ancienne paroisse rurale commence à décliner à partir de l'établissement en 1550 de la ville d'Helsinki, qui sera dans les années 1640 transférée vers son emplacement actuel à Vironniemi.
À l'époque de la reine Christine de Suède, la paroisse rurale se rétrécit considérablement quand ses parties occidentales sont intégrées à Espoo dans les années 1630 et quand les parties finnoises du nord sont intégrées dans les années 1650 à la paroisse de Nurmijärve et Tuusula.
Finalement en 1652, la paroisse rurale d’Helsinki perd son autonomie et elle est rattachée à la paroisse urbaine de la ville d'Helsinki.
Cela signifie aussi le départ du prêtre.
La paroisse n'aura à nouveau un prêtre qu'en 1865.
En 1874, on installe dans l'église un calorifère conçu par l'ingénieur norvégien Endre Lekve.
En 1891, on s’aperçoit que la lance à incendie est trop courte et il est ordonné au marguillier de trouver l'argent pour acheter une nouvelle lance dont le jet d'eau puisse atteindre le toit 

### La seconde église en pierre
Le 7 mai 1893, juste avant le début de l'office, un incendie se déclare dans l'église probablement dû au système de chauffage.
L'incendie détruit toutes les parties en bois et seuls les murs en pierre et la voûte subsistent.
Les travaux de réparation sont conçus par l'architecte Theodor Höijer avec les experts les plus avancés de l'époque. ces travaux modifieront significativement l'aspect extérieur de l'église.
En agrandissant les fenêtres l'église sombre du Moyen Âge devient lumineuse et spacieuse.
La décoration de la nef est refaite à la fin du XIXe siècle dans un style néogothique que l'on apprécie à l'époque. La reconstruction de l'église, ou ce que l'on présente à l'époque comme une restauration, appartient au contexte culturel de la fin du XIXe siècle, où  l'architecture du Moyen Âge est perçue comme ayant une grande valeur.
L'église reconstruite est ré-inaugurée en 1894 pour son 400e anniversaire.
En quelques décennies, il y aura une transformation radicale de l'approche de la restauration des églises du Moyen Âge. Dans les années 1920, l'architecte et professeur Armas Lindgren donnera  un avis très dur concernant la restauration de l'église où il ne remerciera que la réalisation technique.
Les travaux de peinture sont faits selon les plans de Lindgren, le chauffage est rénové et en 1934 on installe l'électricité.
Des travaux plus importants seront réalisés dans les années 1970, puis pour le 500e anniversaire de l'édifice on fera quelques travaux de restauration intérieure.

## L'église finnoise en bois
Dans la paroisse comme dans les autres paroisses à majorité suédophone de l'Uusimaa, les messes sont tenues en langue suédoise.
Au XVIIe siècle la population finnoise augmente sur les côtes de l'Uusimaa ce qui conduit à revendiquer des messes en langue finnoise.
Comme les suédophones et les finnophones veulent tenir leur office aux mêmes heures la solution dans maintes paroisses est de construite une seconde église finnoise.
Ces bâtiments sont en bois et très modestes. La seule qui ait résisté jusqu'à nos jours est la cathédrale de Porvoo.
L'église finnoise en bois liée à l'église Saint-Laurent est évoquée pour la première fois dans un document des années 1660.
Elle est située sur le côté ouest de l'église en pierre à l’extérieur du jardin de l'église de l'époque.
À l'époque de la petite colère, l'église délabrée est remplacée par une église octogonale en bois construite au même endroit.
Son style rappelle clairement celui de l'église de Östersundom bâtie à la même époque.
En 1815 l'église en bois est depuis longtemps en attente de travaux de restauration.
La majorité des paroissiens s'oppose à ces travaux car la population de langue finnoise a tellement diminué que l'entretien d'une église séparée n'est pas considéré comme étant raisonnable.
Les offices religieux en finnois sont tenus dans l'église en pierre juste avant les offices en langue suédoise.
L'église en bois est vendue aux enchères et elle est détruite en 1818.
De nos jours, devant l'église Saint-Laurent et à l'emplacement de l'église en bois, on peut voir un mémorial, fait de quatre cubes en granite, conçu en 1968 par le sculpteur Heikki Häiväoja,.